# Плезантвил (Њу Џерзи)
Плезантвил (енгл. Pleasantville) град је у америчкој савезној држави Њу Џерзи. По попису становништва из 2010. у њему је живело 20.249 становника.

## Демографија
Према попису становништва из 2010. у граду је живело 20.249 становника, што је 1.237 (6,5%) становника више него 2000. године.
| Група             | 2000.          | 2010.         |
| Белци             | 3.402 (17,9%)  | 2.332 (11,5%) |
| Афроамериканци    | 10.969 (57,7%) | 9.303 (45,9%) |
| Азијати           | 371 (2,0%)     | 490 (2,4%)    |
| Хиспаноамериканци | 4.158 (21,9%)  | 8.314 (41,1%) |
| Укупно            | 19.012         | 20.249        |